# Adolfo Alsina
Pour la division administrative, voir Adolfo Alsina (partido).
Adolfo Alsina Maza (né à Buenos Aires en Argentine le 4 janvier 1829 et mort à Carhué le 29 décembre 1877) est un jurisconsulte et homme politique du Parti unitaire argentin, un des fondateurs du Parti autonomiste et du Parti autonomiste national. Il est vice-président de Domingo Faustino Sarmiento entre 1868 et 1874.

## Biographie
Fils de l'homme politique unitaire Valentín Alsina et d'Antonia Maza (elle-même fille de Manuel Vicente Maza), Alsina part avec ses parents à Montevideo en Uruguay quand Juan Manuel de Rosas devient gouverneur de la province de Buenos Aires pour la seconde fois, en 1835. C'est là qu'il commence ses études primaires.
Après la bataille de Caseros en 1852, sa famille rentre en Argentine, et son père est nommé ministre par le président Vicente López y Planes.
Adolfo finit ses études secondaires et rejoint l'armée unitaire lors de la guerre civile. En 1860, après la bataille de Pavón et le Pacte d'Union Nationale, il fait partie de la commission responsable de la réforme constitutionnelle de 1860. Il est élu député en 1862. Lorsque le projet de fédéralisation du pays, supportée par Bartolomé Mitre, est mis sur le tapis à la Chambre des Députés, Alsina provoque une scission au sein du Parti Unitaire et fonde le Parti Autonomiste.
En 1866 il est élu gouverneur de la province de Buenos Aires. Alsina songe alors à se présenter aux élections présidentielles, mais se retire lorsqu'il découvre qu'il n'a pas le soutien de la majorité des provinces. Domingo Faustino Sarmiento est élu président, et nomme Alsina son vice-président.
À la fin du mandat de Sarmiento, en 1874, Alsina rejoint Nicolás Avellaneda en vue de créer le Parti autonomiste national (PAN), grâce auquel Avellaneda obtient la présidence et nomme Alsina ministre de la Guerre et de la Marine.
À la fin de l'année 1875, les peuples amérindiens de Patagonie et des Pampas, spécialement les Mapuches, lancent des attaques organisées en vue de contrer l'expansion territoriale argentine au niveau du sud des régions contrôlées par les Argentins. La première étape de la Conquête du Désert commence alors, par la création d'une tranchée de deux mètres de profondeur et de trois mètres de large, destinée à prévenir le mouvement des chevaux et du bétail volé. Alsina ordonne également la création de forts communiquant entre eux par télégraphe.
Essayant de comprendre les peuples amérindiens aborigènes, il décide d'étudier la situation personnellement et se rend sur place, mais tomba gravement intoxiqué à Carhué (actuellement chef-lieu du partido Adolfo Alsina en province de Buenos Aires), et mourut d'une atteinte rénale.